# Régis Courtecuisse
Régis Courtecuisse (1956), micologista, é atualmente professor da faculdade de ciências farmacêuticas e biológicas da Universidade de Lille. É considerado um dos maiores micólogos da atualidade, conhecido mundialmente com grandes contribuições nos estudos dos  champignons. Em 2006 tornou-se presidente da "Sociedade Micológica da França".

## Principais publicações
- 1986 : Clé de détermination macroscopique des champignons supérieurs des régions du Nord de la France (CRDP Amiens).
- 1991 : Premier atlas microphotographique pour l'expertise et le contrôle des champignons comestibles et leurs falsifications (Montpellier).
- 1992 : La classification des champignons : schéma général et points de repère (Bulletin de la Société mycologique du Nord).
- 1993 : Guide de poche des champignons (Delachaux )& Niestlé).
- 1994 : Les Champignons de France (Eclectis).
- 1994-2000 : Guide des champignons de France et d'Europe (Delachaux & Niestlé).
- 1999 : Mushrooms & Toadstools of Britain and Europe (Collins)
- 1999 : Mushrooms of Britain & Europe (Delachaux )& Niestlé).
- 2000 : Photo-guide des champignons d'Europe (Delachaux & Niestlé).